# HD 125489
HD 125489，又名BD+01 2913，SAO 120400、HR 5368，是一颗恒星，视星等为6.19，位于銀經344.97，銀緯55.88，其B1900.0坐标为赤經14h 14m 34.6s，赤緯+0° 55.88′ 41″。